# Ptychella ochracea
Ptychella ochracea är en svampart som beskrevs av Boud. 1879. Ptychella ochracea ingår i släktet Ptychella och familjen Bolbitiaceae.   Inga underarter finns listade i Catalogue of Life.